# چهارتنگ علیا
چهارتنگ علیا، روستایی از توابع بخش مرکزی شهرستان ایذه در استان خوزستان ایران است.

## جمعیت
این روستا در دهستان حومه‌شرقی قرار دارد و براساس سرشماری مرکز آمار ایران در سال ۱۳۸۵، جمعیت آن ۴۸۸ نفر (۸۳خانوار) بوده‌است.ساکنان این روستا از طایفه شالو می باشند.